# Hostens
Hostens är en kommun i departementet Gironde i regionen Nouvelle-Aquitaine i sydvästra Frankrike. Kommunen ligger i kantonen Saint-Symphorien som tillhör arrondissementet Langon. År 2022 hade Hostens 1 530 invånare.

## Befolkningsutveckling
Antalet invånare i kommunen Hostens
Referens:INSEE